# José María Seoane Buján
José María Seoane Buján (Vigo, 13 de setembre de 1913 - Madrid, 7 de juliol de 1989) va ser un actor espanyol.

## Biografia
Va ser membre de la Agrupación Martín Códax de Vigo, en la qual va desenvolupar un actiu treball actoral i va arribar a exercir de director escènic.
Participà de la mà del director d'escena Luis Escobar en l'acte El hospital de los locos en la dècada de 1940. En els següents anys es converteix en primera figura dels Teatres Español (del qual arriba a convertir-se en primer actor en la dècada de 1940) i María Guerrero de Madrid, en els quals té ocasió d'interpretar grans clàssics com Cyrano de Bergerac, La vida es sueño, Otelo en diverses ocasions encapçala l'elenc de Don Juan Tenorio, de José Zorrilla al costat de la seva esposa Rosita Yarza.
Debuta en la pantalla gran amb la pel·lícula Porque te vi llorar (1941) de Juan de Orduña, a la qual seguirien més de 40 títols fins a La guerrilla (1972), de Rafael Gil.
Mort a causa d'una insuficiència renal, va tenir dos fills, Alfonso i José María.

## Teatre (selecció)
- La cena del rey Baltasar (1939), de Pedro Calderón de la Barca.
- La vida es sueño (1940), de Pedro Calderón de la Barca.
- Llegada de noche (1940), de Hans Rothe.
- Abuelo y nieto (1941), de Jacinto Benavente.
- El sueño de una noche de verano (1943), de William Shakespeare.
- Romeo y Julieta (1943), de William Shakespeare.
- El castigo sin venganza (1943), de Lope de Vega.
- Don Juan Tenorio (1944), de José Zorrilla.
- Fuenteovejuna (1944), de Lope de Vega.
- Baile en capitanía (1944), de Agustín de Foxá.
- Otelo (1944), de William Shakespeare.
- La cárcel infinita (1945), de Joaquín Calvo Sotelo.
- La discreta enamorada (1945), de Lope de Vega.
- El monje blanco (1946), de Eduardo Marquina.
- Cena de Navidad (1951), de José López Rubio.
- La moza de cántaro (1952), de Lope de Vega.
- El caballero de Olmedo (1953), de Lope de Vega.
- Cyrano de Bergerac (1955), de Edmond Rostand.
- La Estrella de Sevilla (1958), de Pedro Calderón de la Barca.
- Juana de Arco en la hoguera (1959), de Arthur Honegger.
- Fuenteovejuna (1959), de Lope de Vega.
- El anzuelo de Fenisa (1961), de Lope de Vega.
- El Nuevo Mundo (1962), de Lope de Vega.

## Filmografia
- La duda (1972)
- La guerrilla (1973)
- Nada menos que todo un hombre (1967)
- El enigma del ataúd (1967)
- Los chicos del Preu (1966)
- La mujer perdida (1966)
- El Zorro cabalga otra vez (1966)
- La otra orilla (1965)
- La vida nueva de Pedrito de Andía (1965)
- El secreto de Bill North (1965)
- El señor de La Salle (1964)
- Una madeja de lan azul celeste (1964)
- Alféreces provisionales (1964)
- La chica del trébol (1964)
- Chantaje a un torero (1963)
- La reina del Chantecler (1962)
- Historia de una noche (1962)
- El indulto (1961)
- Ama Rosa  (1960)
- Farmacia de guardia (1958)
- El hincha (1958)
- La bandera negra (1956)
- La cruz de mayo (1955)
- El curioso impertinente (1953)
- A dos grados del ecuador  (1953)
- Último día (1952)
- Cerca del cielo (1951)
- La noche del sábado (1950)
- La tienda de antigüedades (1949)
- Noche de celos (1949)
- Una noche en blanco(1949)
- Aquellas palabras (1949)
- La fiesta sigue(1948)
- María de los Reyes (1948)
- Dos mujeres en la niebla (1948)
- Mariona Rebull (1947)
- Don Quijote de la Mancha (1947)
- Tuvo la culpa Adán (1944)
- La vida empieza a medianoche (1944)
- Y tú, ¿quién eres? (1944)
- Rosas de otoño (1943)
- El abanderado (1943)
- Canelita en rama (1943)
- ¡¡Campeones!! (1943)
- ¡Qué contenta estoy! (1942)
- La doncella de la duquesa (1941)
- Primer amor (1941)
- Sarasate (1941)
- Porque te vi llorar (1941)

## Premis
En l'edició de 1947 de les medalles del Cercle d'Escriptors Cinematogràfics va obtenir la Medalla al millor actor principal per la seva interpretació a Mariona Rebull.

## Enllaços exteros
- Fitxa en IMDb
- Adiós a José María Seoane. Diari ABC, 13 de juliol de 1989
- José María Seoane, actor. El País, 11 de juliol de 1989